# Эрэпшор
Эрэпшор (устар. Эрэп-Шор) — река в Берёзовском районе Ханты-Мансийского автономного округа. Устье реки находится на 41-м км правого берега реки Хальмеръю. Длина реки составляет 20 км.

## Данные водного реестра
По данным государственного водного реестра России относится к Нижнеобскому бассейновому округу, водохозяйственный участок реки — Северная Сосьва, речной подбассейн реки — Северная Сосьва. Речной бассейн реки — (Нижняя) Обь от впадения Иртыша.